# Consoli dei mercanti
Nell'ordinamento giudiziario della Repubblica di Venezia, i Consoli dei Mercanti erano una magistratura incaricata di dirimere le questioni inerenti al commercio e di promuovere lo stesso.

## Storia e funzioni
Istituito sin dalla metà del Duecento, questo organo si componeva di tre membri, poi cresciuti a cinque nel 1423, A mano a mano che le originarie funzioni venivano ampliate sino a comprendere quasi ogni tipo di attività e transazione commerciale, economica e finanziaria e attività produttiva. A partire dal Cinquecento le competenze dei consoli vennero via via ridotte, con la costituzione di nuove apposite magistrature, sino a ricondursi alle originarie. Nel 1700 il numero dei consoli venne quindi riportato a tre.
Appello alle loro sentenze era possibile attraverso la magistratura dei Sopraconsoli dei Mercanti.